# Памятник Твардовскому (Москва)
Памятник А. Т. Твардовскому в Москве. Открыт 22 июня 2013 года на Страстном бульваре в Тверском районе города.

## История
Памятник Александру Трифоновичу Твардовскому установлен рядом со зданием, где размещается редакция журнала «Новый мир», в которой он работал главным редактором в 1950—1954 и 1958—1970 годах.
Место на Страстном бульваре было выбрано также потому, что на нём Твардовский любил прогуливаться при жизни.
Авторы памятника — скульпторы В. А. Суровцев, Д. В. Суровцев и архитекторы В. В. Пасенко, С. Н. Иванченко.
Памятник создан на средства мецената Алишера Усманова и передан в дар Москве Российским фондом мира.
Фигура А. Т. Твардовского отлита из бронзы в полный рост и установлена на невысокий гранитный постамент.
В поисках образа памятника скульптор Владимир Суровцев перебрал несколько вариантов, среди которых Твардовский был изображён то в шинели, то в гимнастёрке, пишущим заметку или строчку стихов. Ища вдохновение для выбора лучшего образа скульптурной композиции, В. А. Суровцев посетил родину Твардовского Смоленск, а также прочёл его произведения.
По замыслу скульптора писатель изображён остановившимся на минутку во время прогулки и смотрящим вниз с постамента. На постаменте спереди нанесена надпись
Александр Трифонович
 ТВАРДОВСКИЙ
и воспроизведен автограф писателя. На одной из боковых сторон постамента помещены строки из стихотворения Твардовского 1955 года «Ты дура, смерть: грозишься людям…»
Мы слышим в вечности друг друга

И различаем голоса.

И как бы ни был провод тонок,

Между своими связь жива.

Ты это слышишь, друг-потомок?

Ты подтвердишь мои слова?..
С другой стороны постамента приведены сведения об авторах памятника и спонсорах, благодаря которым памятник был создан.
Памятник торжественно открыт 22 июня 2013 года. В церемонии открытия принимали участие дочери поэта — Валентина и Ольга Твардовские, а также делегация из Смоленска. Актёр Сергей Никоненко продекламировал фрагменты из поэмы А. Т. Твардовского «Василий Теркин», а министр культуры Российской Федерации Владимир Мединский произнёс речь.